# Liste des maires de Laméac

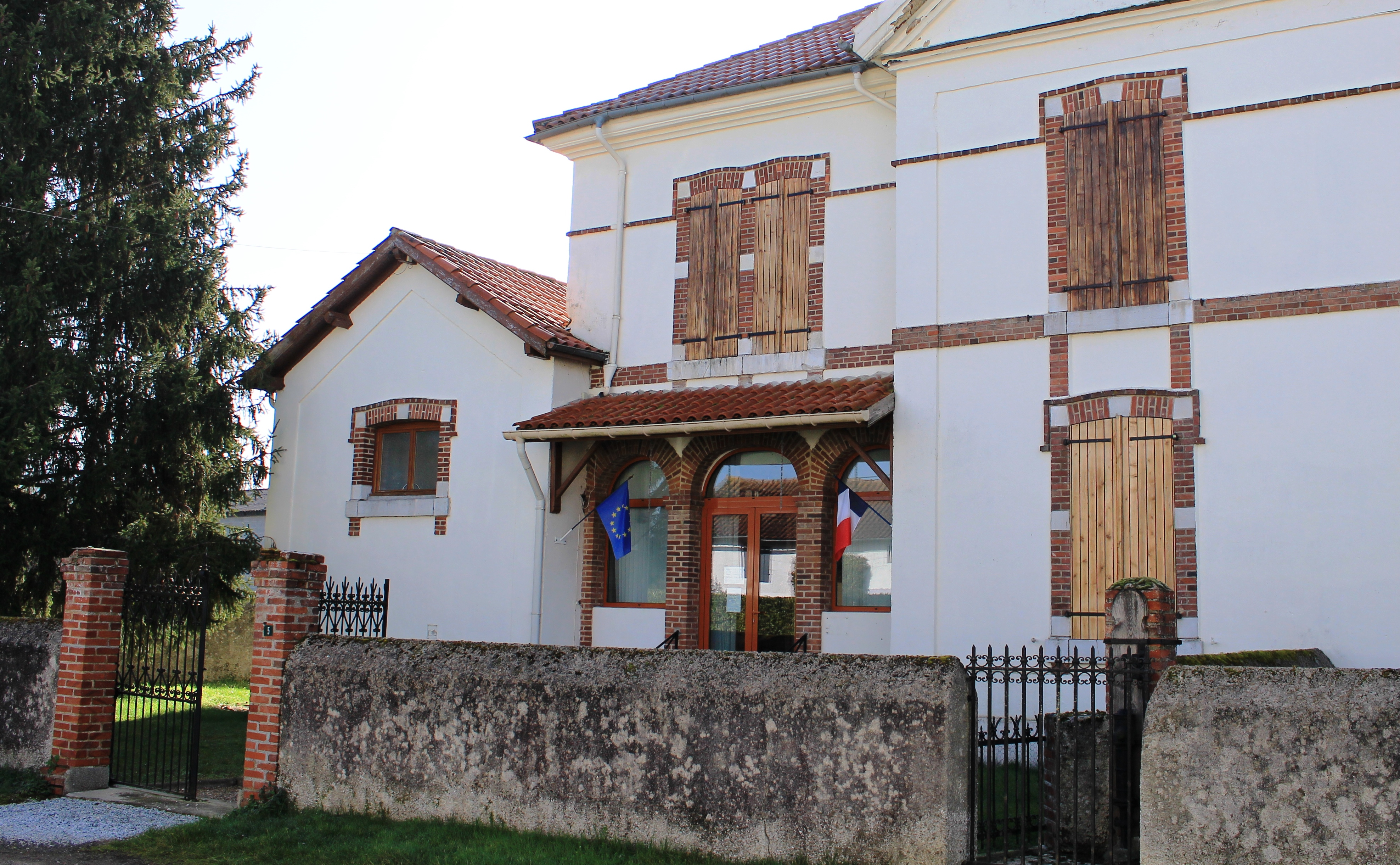
La mairie en 2019.

Liste des maires de Laméac

## Liste des maires de Laméac
| Période                                  | Période  | Identité              | Étiquette | Qualité |
| ---------------------------------------- | -------- | --------------------- | --------- | ------- |
| Les données manquantes sont à compléter. |          |                       |           |         |
| 1793                                     | 1805     | Abadie Arnaud         |           |         |
| 1805                                     | 1806     | Despeaux Jean         |           |         |
| 1806                                     | 1806     | Abadie Jacques        |           |         |
| 1806                                     | 1826     | Dastas Jean Pierre    |           |         |
| 1826                                     | 1833     | Despeaux Michou       |           |         |
| 1833                                     | 1840     | Montégut Jean Pierre  |           |         |
| 1840                                     | 1850     | Arthus Jean           |           |         |
| 1850                                     | 1866     | Jacomet Jean Jacques  |           |         |
| 1866                                     | 1870     | Theus Abraham         |           |         |
| 1870                                     | 1876     | Lacaze Pierre         |           |         |
| 1876                                     | 1881     | Jacomet Justin        |           |         |
| 1881                                     | 1885     | Labérou Jean Marie    |           |         |
| 1885                                     | 1888     | Saint-Uberry Valentin |           |         |
| 1888                                     | 1893     | Despeaux Sylvain      |           |         |
| 1893                                     | 1896     | Labérou jean Marie    |           |         |
| 1896                                     | 1902     | Ducos Pierre          |           |         |
| 1902                                     | 1920     | Capdeville Charles    |           |         |
| 1920                                     | 1941     | Maumus Jean           |           |         |
| 1941                                     | 1959     | Senmartin Duco Jean   |           |         |
| 1959                                     | 1962     | Lestelle Eloi         |           |         |
| 1962                                     | 1971     | Duffau Roger          |           |         |
| 1971                                     | En cours | José Debat            |           |         |